# Бригада морской пехоты Украинской державы
Бригада морской пехоты (Бр. м.п. Укр.д., укр. Морська піхота УНР) — воинское соединение вооружённых сил Украинской державы во время Гражданской войны в России.

## Предыстория
Николай Лаврентьевич Максимов, капитан первого ранга, служил в Морском министерстве армии УНР, являясь членом комиссии для создания общих штатов украинского флота в УНР, после 29 апреля 1918 года перешёл на службу в Украинскую Державу. Гетман П. П. Скоропадский уделял большое внимание созданию национального флота. Максимов был одним из первых морских офицеров, обратившихся к гетману с планом по восстановлению деятельности флота. 5 мая Н. Л. Максимов был назначен товарищем (заместителем) министра морских мел при Военном министерстве Украинской державы и фактически самостоятельно занимался всеми морскими делами. Исполняющим обязанности начальника отдела морской пехоты Главного морского штаба Морского министерства Украинской державы был назначен подполковник Никогда, который в мае 1918 года приступил к формированию бригады морской пехоты 3-х полкового состава.
10 мая Н. Л. Максимовым была собрана комиссия по реформированию Морского Министерства.

## История
«Верховный Воевода Украинской Армии и Флота» Павел Петрович Скоропадский в первый месяц своего пребывания у власти начал создание службы Морской пехоты, так как Украинская держава имела протяжённую береговую линию по Чёрному и Азовскому морям (за исключениям Крымского полуострова). См. Морская пехота Украины
23 мая 1918 года гетман Украины и Верховный Воевода Украинской Армии и Флота П. П. Скоропадский издал Указ по Морскому ведомству «О начале формирования бригады Морской пехоты в составе трёх полков для несения службы».
Морская пехота державы должна была нести службу на побережье государства и в военно-морских крепостях, а в военное время проводить десантные операции. Бригада морской пехоты как бы делилась на три части. Одна часть должна была выполнять свои обязанности на территории от западной границы страны до Сичавки; вторая — от Сичавки до Очакова; третья — от Очакова до Перекопского перешейка. Помимо основных задач, в обязанности полков Морской пехоты входила охрана имущества Морского ведомства. Указом были также назначены командиры полков и начальники отделов.

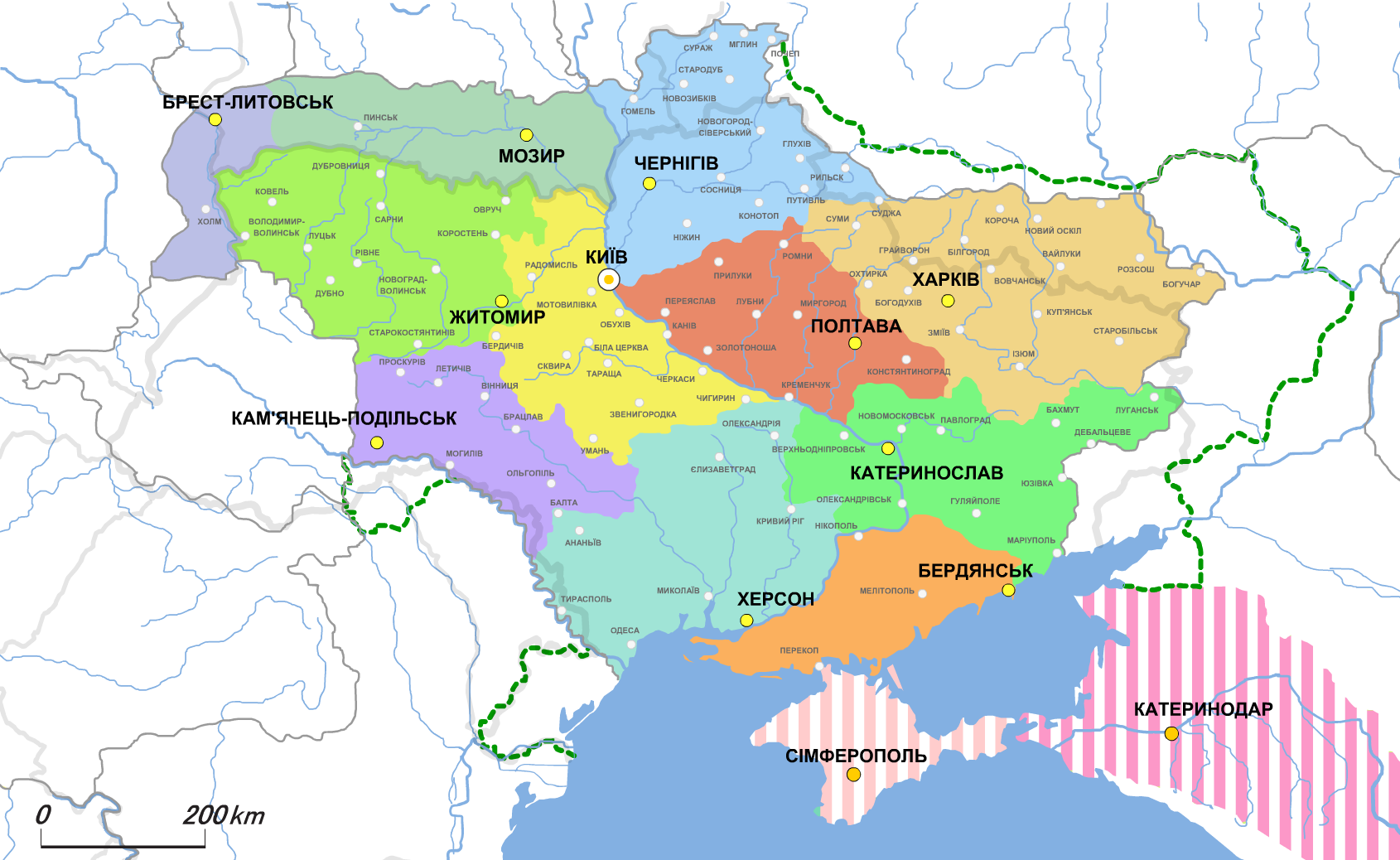
Административно-территориальное деление. Зелёная пунктирная линия — территориальные претензии.

30 мая издан Закон, которым была утверждена Присяга на верность Украинскому Государству и Закон о военной подсудности. Военнослужащие начали принимать присягу.
1 июня комиссией по реформированию Морского Министерства был представлен новый план строительства военно-морского флота Украины. Однако воплощению нового плана сильно мешали сложившиеся в тот момент на флоте обстоятельства.

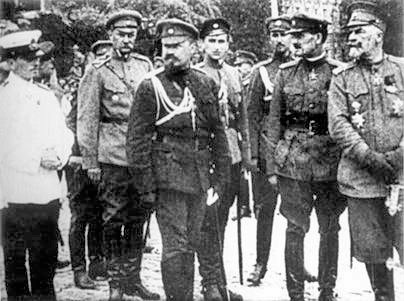
Служащие военного министерства Украинской Державы — полковник Николай Лаврентьевич Максимов (крайний слева, в белой форме) и военный министр генеральный бунчужный
Александр Францевич Рагоза (крайний справа).

Второй указ по Морскому ведомству определил кадровый состав частей, состоявший из трёх полков, каждый из которых состоял из трёх батальонов (укр. курень), а батальон — из четырёх рот (сотня) Морской пехоты и одну пулемётную команду.
15 июня начался первый этап формирования управлений (штабов) 1-го, 2-го и 3-го полков морской пехоты. Первоначально формировались первые батальоны (курени) в каждом полку.
С 15 июня Врио Коменданта 1-го полка назначен майор (войсковой старшина) Илларион Исаевич.
Позднее должность коменданта 1-го полка стала называться Командир 1-го полка.
15 июля в соответствии с Указом по Морскому ведомству для Морской пехоты была установлена военная форма одежда пехотного образца с добавлением чёрного канта вокруг погон и якоря на них — золотого для командиров (старшин и подстаршин), жёлтого для рядовых (казак).
18 июля в соответствии с Указом по Морскому ведомству утверждён новый Военно-морской флаг.
1 августа в соответствии с Указами по Морскому ведомству был назначен и оглашён старшинский состав (офицерский состав) всех трёх полков Морской пехоты.
Морские пехотинцы, как и все старшины и казаки армии государства, приносили присягу на верность Украинскому Государству.
1 августа утверждён Закон о политическо-правовом положении служащих Военного ведомства, который запрещал им «входить в состав и брать участие в каких-либо союзах, кружках, товариществах, партиях, союзах, комитетах и иных организациях, имеющих политический характер».
31 августа Совершенно секретный приказ по Морскому ведомству определил полную дислокацию всех частей обороны Чёрного моря и побережья юго-западного района. Базой морской пехоты становилась Одесса. Бригада располагалась на территории 3-го Херсонского корпуса и выполняла общую задачу по охране и обороне территории Украинской Державы.
24 октября Указом по Морскому ведомству (и по Главному Управлению по делам особого состава флота) гетман в городе Киеве повысил войскового старшину И. Исаевича до звания полковника и утвердил его на должности командира 1-го полка Морской пехоты.
В октябре на службу в ряды Войска Украинского должны были быть призваны новобранцы 1899 года рождения, однако из-за внутренних и внешних факторов политической ситуации осенью 1918 года набор призывников был отложен на более позднее время.
Ослаблением немцев и соответственно Украинского государства воспользовались противники гетмана П. П. Скоропадского, создавшие в ночь с 13 на 14 ноября в г. Белая Церковь Директорию с целью свержения власти германского командования и власти правительства. Директория состояла из пяти членов, председателем избран в составе В. К. Винниченко.
14 ноября Морское министерство было восстановлено как отдельный, независящий от Военного министерства ведомственный орган. Морским министром был назначен адмирал Андрей Покровский. Контр-адмирал Н. Л. Максимов стал представителем министра в г. Одессе.
14 ноября гетман П. П. Скоропадский объявил Акт федерации, которым он обязывался объединить Украину с будущим (небольшевистским) российским государством.
16 ноября началось восстание, возглавленное Директорией УНР против власти гетмана П. П. Скоропадского повстанческого движения и поддержанное восставшими войсками Украинской державы под командованием С. В. Петлюры.
В армии произошёл раскол, и началась «Украинская гражданская война». Раскол потряс и Морское министерство.
В ноябре в Чёрном море появляется мощный флот стран-участниц блока Антанты. Антанта занимала открыто враждебную позицию к Украинской Державе как к германскому сателлиту.
24 ноября союзные войска Антанты высадились в Севастополе и овладели всем находящимся там флотом.
26 ноября союзные войска Антанты высадились в Одессе.
После непродолжительной «Украинской гражданской войны», 14 декабря гетман П. П. Скоропадский отдал приказ о демобилизации защитников Киева и отрёкся от власти. Морское министерство действовало вплоть до свержения правительства Украинской Державы в декабре 1918.

## Состав
На 15 июня 1918:
- Управление бригады
- Управление 1-го полка морской пехоты
- 1-й укр. курень морской пехоты (рус. батальон):

- 1, 2-я, 3-я 4-я сотня морской пехоты (рус. рота)
- Пулемётная команда

- Управление 2-го полка морской пехоты
- 1-й курень морской пехоты (рус. батальон):

- 1, 2-я, 3-я 4-я сотня морской пехоты (рус. рота)
- Пулемётная команда

- Управление 3-го полка морской пехоты
- 1-й курень морской пехоты (рус. батальон):

- 1, 2-я, 3-я 4-я сотня морской пехоты (рус. рота)
- Пулемётная команда

На 1 августа 1918:
- Управление бригады
- 1-й полк морской пехоты:
- 1-й курень морской пехоты (рус. батальон):

- 1, 2-я, 3-я 4-я сотня морской пехоты (рус. рота)
- Пулемётная команда

- 2-й курень морской пехоты:

- 1, 2-я, 3-я 4-я сотня морской пехоты
- Пулемётная команда

- 3-й курень морской пехоты:

- 1, 2-я, 3-я 4-я сотня морской пехоты
- Пулемётная команда

- 2-й полк морской пехоты
- 1-й курень морской пехоты (рус. батальон):

- 1, 2-я, 3-я 4-я сотня морской пехоты (рус. рота)
- Пулемётная команда

- 2-й курень морской пехоты:

- 1, 2-я, 3-я 4-я сотня морской пехоты
- Пулемётная команда

- 3-й курень морской пехоты:

- Пулемётная команда

- 1, 2-я, 3-я 4-я сотня морской пехоты

- 3-й полк морской пехоты
- 1-й курень морской пехоты (рус. батальон):

- 1, 2-я, 3-я 4-я сотня морской пехоты (рус. рота)
- Пулемётная команда

- 2-й курень морской пехоты:

- 1, 2-я, 3-я 4-я сотня морской пехоты
- Пулемётная команда

- 3-й курень морской пехоты:

- 1, 2-я, 3-я 4-я сотня морской пехоты
- Пулемётная команда

На 31 августа 1918:
- Управление Корпуса морской охраны (Одесса, Одесского уезда Херсонской губернии)
- Штаб 1-го района морской охраны (г. Одесса)

- Штаб 1-го полка морской пехоты (г. Одесса)
- Штаб 1-го эскадрона морской кавалерии (г. Одесса)
- Телеграфный Взвод морской пехоты (г. Одесса)
- Телефонный взвод морской пехоты (г. Одесса)

(Всего в Одессе около 300 человек)
- Штаб 2-го района морской охраны (г. Николаев Херсонской губернии)

- 2-й батальон 2-го полка морской пехоты (г. Николаев)
- 2-й артиллерийский батальон (г. Николаев)
- Телеграфный взвод морской пехоты (г. Николаев)
- Телефонный взвод морской пехоты (г. Николаев)

(Всего в Николаеве около 1200 человек, 8 орудий)
- 1 батальон 2-го полка морской пехоты (г. Очаков Херсонской губернии)

- 1-й артиллерийский батальон (г. Очаков)
- Штаб 2-го эскадрона морской кавалерии (г. Очаков)
- Сапёрная полурота (г. Очаков)
- Мотоциклетная команда (г. Очаков)

(Всего в Очакове около 800 человек, 12 орудий)
- Штаб 3-го района морской охраны (Херсон, губернский город Херсонской губернии и уездный город Херсонского уезда)

- Штаб 3-го полка морской пехоты (г. Херсон)
- Штаб 3-го эскадрона морской кавалерии (Перекоп, уездный город Перекопского уезда Таврической губернии)

## Галерея

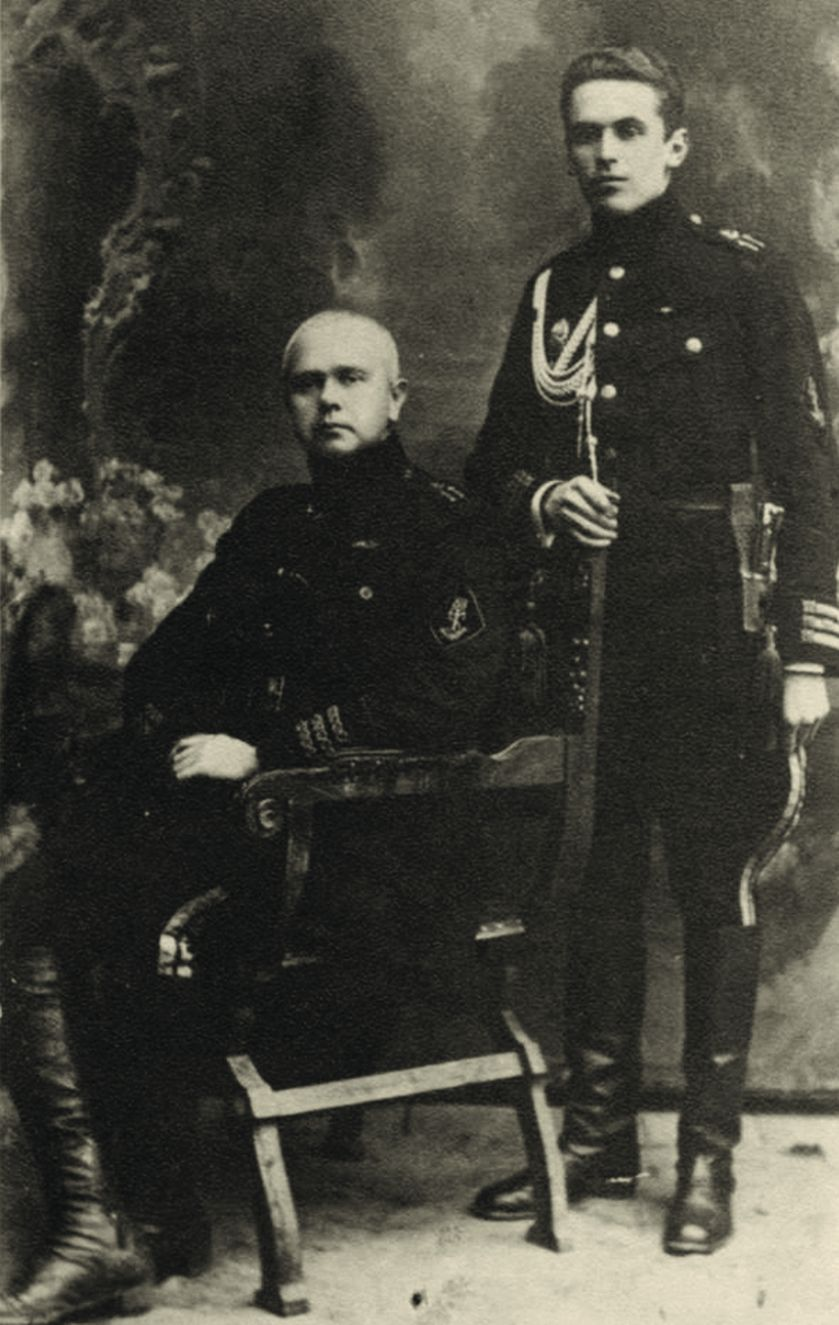
Морской министр УНР М. И. Билинский и С. А. Шрамченко (в форме 1-го Гуцульского полка морской пехоты, 1919 г.)
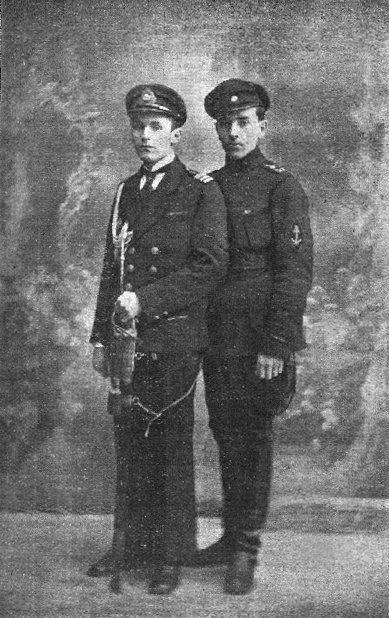
С. А. Шрамченко и Б. Гловацкий, чиновник морской пехоты УДФ, 1919 г.
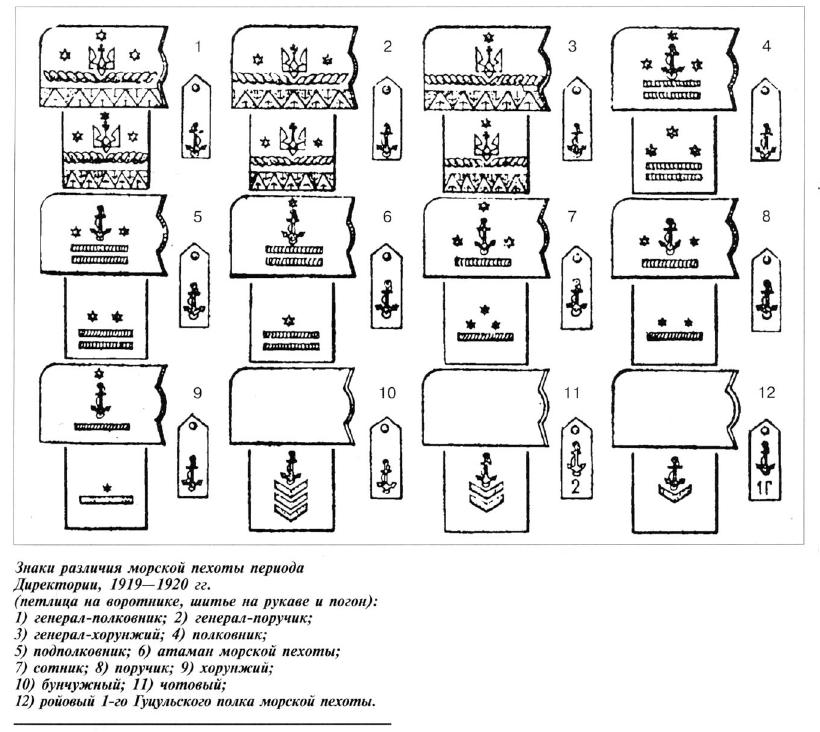
Знаки различия Морской Пехоты УДФ периода Директории УНР, 1920 г.